# Elbenia robinsoni
Elbenia robinsoni är en insektsart som beskrevs av Heinrich Hugo Karny 1926. Elbenia robinsoni ingår i släktet Elbenia och familjen vårtbitare. Inga underarter finns listade i Catalogue of Life.